# Pyrus suecica
Pyrus suecica là loài thực vật có hoa trong họ Hoa hồng. Loài này được (L.) Röhl. ex Steud. miêu tả khoa học đầu tiên.